# Saguiaran
Saguiaran (Bayan ng Saguiaran) är en kommun i Filippinerna. Kommunen ligger på ön Mindanao, och tillhör provinsen Lanao del Sur. Folkmängden uppgår till 12 368 invånare.

## Barangayer
Saguiaran är indelat i 30 barangayer.
| - Alinun - Bagoaingud - Batangan - Cadayon - Cadingilan - Lumbac Toros - Comonal - Dilausan - Gadongan - Linao - Limogao - Lumbayanague - Basak Maito - Maliwanag - Mapantao | - Mipaga - Natangcopan - Pagalamatan - Pamacotan - Panggao - Pantao Raya - Pantaon - Patpangkat - Pawak - Dilimbayan - Pindolonan - Poblacion - Salocad - Sungcod - Bubong |